# Vuurkraagtangare
De vuurkraagtangare (Ramphocelus sanguinolentus) is een zangvogel uit de familie Thraupidae (tangaren).

## Verspreiding en leefgebied
Deze soort telt 2 ondersoorten:
- R. s. sanguinolentus: van zuidoostelijk Mexico tot Honduras.
- R. s. apricus: van oostelijk Honduras tot noordwestelijk Panama.